# Каламар (Боливар)
Каламар (исп. Calamar) — город и муниципалитет на севере Колумбии, на территории департамента Боливар.

## История
Поселение, из которого позднее вырос город, было основано 1 января 1848 года.

## Географическое положение
Город расположен в северной части департамента, в пределах Прикарибской низменности, на левом берегу реки Магдалена, на расстоянии приблизительно 60 километров к востоку-юго-востоку (ESE) от города Картахена, административного центра департамента. Абсолютная высота — 5 метров над уровнем моря.
Муниципалитет Каламар граничит на северо-западе с территориями муниципалитетов Сан-Кристобаль и Соплавьенто, на западе— с муниципалитетами Маатес и Арройоондо, на юге — с муниципалитетами Сан-Хуан-Непомусено и Эль-Гуамо, на юго-востоке — с территорией департамента Магдалена, на севере и северо-востоке — с территорией департамента Атлантико. Площадь муниципалитета составляет 246 км².

## Население
По данным Национального административного департамента статистики Колумбии, совокупная численность населения города и муниципалитета в 2015 году составляла 23 308 человек.
Динамика численности населения муниципалитета по годам:
| 2005   | 2006   | 2007   | 2008   | 2009   | 2010   | 2011   | 2012   | 2013   | 2014   | 2015   |
| ------ | ------ | ------ | ------ | ------ | ------ | ------ | ------ | ------ | ------ | ------ |
| 20 722 | 20 931 | 21 154 | 21 394 | 21 644 | 21 888 | 22 164 | 22 436 | 22 720 | 23 008 | 23 308 |

Согласно данным переписи 2005 года мужчины составляли 51,9 % от населения Каламара, женщины — соответственно 48,1 %. В расовом отношении белые и метисы составляли 63,3 % от населения города; негры, мулаты и райсальцы — 36,6 %; индейцы — 0,1 %.
Уровень грамотности среди всего населения составлял 79,1 %.

## Экономика
Основу экономики Каламара составляют сельское хозяйство и речная торговля.

45,9 % от общего числа городских и муниципальных предприятий составляют предприятия торговой сферы, 41,6 % — предприятия сферы обслуживания, 6,5 % — промышленные предприятия, 6 % — предприятия иных отраслей экономики.

## Транспорт
Через город проходит национальное шоссе № 25 (исп. Ruta Nacional 25).